# ふたつの気持ち
『ふたつの気持ち』（ふたつのきもち）は、日本のシンガーソングライターであるみのや雅彦の8枚目のアルバム。

## 解説
前作に引き続き、プロデュースを牧田和男が担当。
前作同様、ライナーノーツでは、みのやの楽曲に対する想いが綴られたコメントが楽曲毎に記されている。

## 批評
『CDジャーナル』は、「故郷・北海道をベースに活動を続けているフォーク・シンガーだが、地に足のついた音楽は心にしみ込む。(4)は古くからのジャイアント馬場ファンなればこその1曲。それはともかくこれだけフォークにこだわる姿勢に、いい意味での不器用さを感じてエールを贈る。」と批評した。

## 収録曲
- 全作詞・作曲:みのや雅彦、編曲:WIZARD(特記以外)

1. ガラクタ(アルバムバージョン)
2. 心は永遠に
編曲:みのや雅彦＆WIZARD
3. 青春の夕日
4. レクイエム
編曲:みのや雅彦＆WIZARD
  - 1999年1月に死去した、ジャイアント馬場への追悼ソング。全日本プロレス時代から大仁田厚と親交のあったみのやは、同団体の主催者でもあるジャイアント馬場とも交流があり、追悼ソングが収録された[1]。
5. 郷愁
6. 八月の雨
7. 傷ついた翼
  - 2012年に北海道日本ハムファイターズ投手(当時)だった、木田優夫の札幌ドーム登板時の登場曲として採用された。[3]
8. ふたつの気持ち
9. 人生(たび)の果てまで
10. おいで僕のそばに
編曲:みのや雅彦＆WIZARD

## STAFF
- PRODUCER  牧田和男(MAGIC ISLAND),みのや雅彦
- DIRECTOR 西健志(MAGIC ISLAND)
- RECORDING & MIX ENGINEER 長尾弘介
- RECORDING ENGINEER 青野晋也(GTO)
- MASTERING ENGINEER 小池光夫(AST)
- PHOTOGARPHER 吉田亜希子
- DESIGN 関根祐司
- MANAGEMENT OFFICE ㈱エス・アール
- ARTIST MANAGER 渡辺晃司,深澤慎一
- SESSION COORDINATION 佐藤彩子(MAGIC ISLAND)
- SPECIAL THANKS ジャイアント馬場,全日本プロレス,サウンドクリエーター,㈱サンワールド(吉田正保,大塚勝英),(有)ティラブティ

## MUSICIANS
- WIZARD(DRUMS:漆原正美,E.BASS:牧田和男,E.GUITAR&A.GUITAR:友常正美,KEYBOARDS:西健志)